# Funeral of Queen Victoria
Funeral of Queen Victoria è un cortometraggio muto del 1901 diretto da Cecil M. Hepworth.
I funerali della regina Vittoria - che era morta il 22 gennaio - si svolsero a Londra il 2 febbraio 1901.

## Produzione
Il film fu prodotto dalla Hepworth.

## Distribuzione
Distribuito dalla Hepworth, il documentario presumibilmente uscì nelle sale cinematografiche britanniche nel 1901.
Non si hanno altre notizie del film che si ritiene perduto, forse distrutto nel 1924 quando il produttore Cecil M. Hepworth, ormai fallito, cercò di recuperare l'argento del nitrato fondendo le pellicole.